# Linchamiento de Henry Choate
Henry Choate fue un adolescente afroamericano de 18 años que fue linchado por una turba racista en Columbia, Tennessee, el 13 de noviembre de 1927. Choate fue acusado de haber agredido sexualmente a Sarah Harlan, una joven blanca de 16 años, y llevado a la cárcel de Columbia, a pesar de que Harlan no pudo identificar a Choate como el agresor. Una turba blanca compuesta por cientos de personas lo sacó de la cárcel, lo arrastró por la ciudad con un camión y luego lo ahorcó en el juzgado. Durante el linchamiento, la madre de Harlan suplicó a la turba que se detuviera y le perdonara la vida a Choate. Un gran jurado declinó presentar cargos contra los perpetradores del linchamiento.

## Linchamiento
Choate trabajaba en un proyecto de construcción de carreteras en el condado de Coffee, Tennessee, y el Día del Armisticio fue a Columbia para visitar a su abuelo, Henry Clay Harlan, de 85 años, el cual había nacido esclavizado y residía a unos 11 kilómetros al oeste de Columbia. Durante su visita, una joven blanca de 16 años llamada Sarah Harlan (sin parentesco con Henry Clay Harlan), afirmó haber sido agredida sexualmente por un joven negro. El sheriff del condado de Maury, Sam Wiley, trajo una jauría de sabuesos. Choate fue arrestado y encarcelado, a pesar de que Sarah Harlan afirmó no poder identificar a Choate como el agresor. La esposa del sheriff, la Sra. Wiley, alertó a la "cocinera negra de la cárcel", Ella Gant, de que un grupo de hombres blancos iba a venir a linchar a Choate. Gant le llevó cigarrillos y le comunicó la noticia, instándole a rezar. Cuando llegó la turba, Wiley escondió las llaves y les dijo que no iba a ver a "un niño inocente ahorcado", pero cuando un hombre empezó a golpear la puerta de la cárcel con un martillo y la turba amenazó con usar dinamita, Wiley recuperó la llave. La turba, compuesta por unos 250 blancos, entró en cárcel, sacó a Choate, y alguien en la multitud lo golpeó con un martillo en la cabeza, asesinándolo. Tras esto, lo ataron a un camión y lo arrastraron por las calles hasta el juzgado. Allí lo ahorcaron desde el segundo piso del juzgado, que aún estaba decorado para el Día del Armisticio. Durante el linchamiento, la madre de Sarah Harlan rogó a la turba que dejara vivir a Choate y que el caso fuera a juicio.
Dos semanas después del linchamiento, un gran jurado se negó a presentar cargos. Si bien reconoció que el linchamiento fue un delito penal, el gran jurado declaró que los testigos no pudieron identificar con certeza a ningún perpetrador.

## Atención renovada
En 2023, el linchamiento de Choate volvió a generar controversia debido a que el juzgado del condado de Maury se utilizó como lugar principal del videoclip de Jason Aldean, "Try That In A Small Town". La letra de la canción junto con el lugar de rodaje fueron calificadas como racistas por muchos críticos, por lo que el canal de televisión Country Music Television lo retiró. Posteriormente, la canción encabezó la lista Billboard Hot 100 de Estados Unidos.